# Latronche
Latronche – miejscowość i gmina we Francji, w regionie Nowa Akwitania, w departamencie Corrèze.
Według danych na rok 1990 gminę zamieszkiwały 123 osoby, a gęstość zaludnienia wynosiła 6 osób/km² (wśród 747 gmin Limousin Latronche plasuje się na 493. miejscu pod względem liczby ludności, natomiast pod względem powierzchni na miejscu 327.).